# Chauncey Leopardi
Pour les articles homonymes, voir Leopardi (homonymie).
Chauncey Leopardi est un acteur américain né le 14 juin 1981 .

## Filmographie
- 1990 : A Girl of the Limberlost (TV) : Billy (The Hobo)
- 1991 : Le Père de la mariée (Father of the Bride) : Cameron, Matty's Friend
- 1992 : Les Nouveaux mousquetaires (Ring of the Musketeers) (TV) : Stevie
- 1993 : Huck and the King of Hearts : Huck
- 1993 : Oh God. Please Don't Let Me Strike Out
- 1993 : Le Gang des champions (The Sandlot) : Michael 'Squints' Palledorous
- 1995 : Houseguest de Randall Miller : Jason Young
- 1995 : Casper : Nicky
- 1995 : Safe : Rory
- 1995 : The Big Green : Evan Schiff
- 1996 : Coup de circuit (Sticks and Stones) : Mouth
- 1996 : The Nome Prince and the Magic Belt (vidéo) : Prince Otto (voix)
- 1996 : Virtual Oz (vidéo) : Otto (voix)
- 1996 : Shadow Zone: The Undead Express (TV) : Zach
- 1997 : Commando en herbe (The Paper Brigade) (vidéo) : Charlie Parker
- 1997 : Trojan War : Freshman
- 1998 : Sexe et autres complications (The Opposite of Sex) : Joe
- 1998 : Permanent Midnight : Jerry at 16
- 1999 : Le Garçon qui venait de la mer (The Thirteenth Year) (TV)
- 2001 : Boys Klub : Mario
- 2007 : Le Gang des champions 3 (The Sandlot 3) : Micheal 'Squints' Palledorous
- 2013 : Coldwater : Eddie